# Spiritus Domini (lettera apostolica)
Spiritus Domini (in italiano "Lo Spirito del Signore") è una lettera apostolica di papa Francesco, pubblicata sotto forma di motu proprio l'11 gennaio 2021.

## Contenuti del documento
Il motu proprio è stato firmato da papa Francesco il 10 gennaio 2021, festa del Battesimo di Gesù, e pubblicato il giorno dopo. 
A seguito del Concilio Vaticano II, i vescovi della Chiesa cattolica hanno permesso alle donne di esercitare in molti ministeri laici. Gli uffici di lettorato e di accolitato erano in precedenza ordini minori, ma nel 1972 papa Paolo VI, con il motu proprio Ministeria quaedam abolì questi ed altri ordini, creando al loro posto i ministeri istituiti, riservandoli ai soli uomini. 
Con il Codice di Diritto Canonico del 1983 la situazione è cambiata in quanto uomini e donne potevano assumere quei ruoli, ma le donne solo temporaneamente in quanto non potevano essere istituite. 
Attraverso questo documento il Papa modifica il  Can. 230 § 1 del Codice di Diritto Canonico al fine di poter annoverare tra le persone che possono accedere al ministero istituito del lettorato e dell’accolitato non solamente gli uomini, ma ufficialmente anche le donne.
Il Can. 230 § 1 è stato così modificato:
"I laici che abbiano l’età e le doti determinate con decreto dalla Conferenza Episcopale, possono essere assunti stabilmente, mediante il rito liturgico stabilito, ai ministeri di lettori e di accoliti; tuttavia tale conferimento non attribuisce loro il diritto al sostentamento o alla rimunerazione da parte della Chiesa".